# Hiszpania na Zimowych Igrzyskach Olimpijskich 1972
Hiszpanię na Zimowych Igrzyskach Olimpijskich 1972 reprezentowało troje zawodników: dwóch mężczyzn i jedna kobieta. Był to ósmy start reprezentacji Hiszpanii na zimowych igrzyskach olimpijskich. Wszyscy zawodnicy startowali w narciarstwie alpejskim. Francisco Fernández Ochoa zdobył jak dotychczas jedyny złoty medal zimowych igrzysk olimpijskich dla reprezentacji Hiszpanii.

## Zdobyte medale
| Medal | Zawodnik                  | Dyscyplina            | Konkurencja               | Rezultat    |
| ----- | ------------------------- | --------------------- | ------------------------- | ----------- |
| Złoto | Francisco Fernández Ochoa | Narciarstwo alpejskie | Slalom specjalny mężczyzn | 1:49,27 min |

## Skład kadry

### Narciarstwo alpejskie
Mężczyźni
| Zawodnik                  | Konkurencja | Konkurencja | Konkurencja       | Konkurencja              | Konkurencja              | Konkurencja              | Konkurencja       | Konkurencja       | Konkurencja      | Konkurencja      |
| Zawodnik                  | Zjazd       | Zjazd       | Slalom gigant     | Slalom gigant            | Slalom gigant            | Slalom gigant            | Slalom specjalny  | Slalom specjalny  | Slalom specjalny | Slalom specjalny |
| Zawodnik                  | Czas        | Pozycja     | Czas 1. przejazdu | Czas 2. przejazdu        | Czas łączny              | Pozycje                  | Czas 1. przejazdu | Czas 2. przejazdu | Czas łączny      | Pozycja          |
| ------------------------- | ----------- | ----------- | ----------------- | ------------------------ | ------------------------ | ------------------------ | ----------------- | ----------------- | ---------------- | ---------------- |
| Francisco Fernández Ochoa |             |             | Dyskwalifikacja   | Nie ukończył konkurencji | Nie ukończył konkurencji | Nie ukończył konkurencji | 55,36             | 53,91             | 1:49,27          | złoto            |
| Aurelio García            |             |             | 1:37,28           | 1:42,45                  | 3:19,73                  | 25.                      | 57,61             | 55,51             | 1:53,12          | 12.              |

Kobiety
| Zawodniczka   | Konkurencja | Konkurencja | Konkurencja     | Konkurencja     | Konkurencja                | Konkurencja                | Konkurencja                | Konkurencja                |
| Zawodniczka   | Zjazd       | Zjazd       | Slalom gigant   | Slalom gigant   | Slalom specjalny           | Slalom specjalny           | Slalom specjalny           | Slalom specjalny           |
| Zawodniczka   | Czas        | Pozycja     | Czas            | Pozycja         | Czas 1. przejazdu          | Czas 2. przejazdu          | Czas łączny                | Pozycja                    |
| ------------- | ----------- | ----------- | --------------- | --------------- | -------------------------- | -------------------------- | -------------------------- | -------------------------- |
| Conchita Puig | 1:42,37     | 29.         | Dyskwalifikacja | Dyskwalifikacja | Nie ukończyła 1. przejazdu | Nie ukończyła 1. przejazdu | Nie ukończyła 1. przejazdu | Nie ukończyła 1. przejazdu |